# Tenke
Tenke es una ciudad en la provincia de Lualaba, en la República Democrática del Congo.

## Economía de la ciudad
La principal actividad económica de la ciudad es la minería, principalmente de la mina Tenke Fungurume.
Otra actividad económica importante son los servicios logísticos.

## Transporte

### Carreteras
La ciudad es atravesada por la Carretera Transafricana 9 (TAH 9), que la conecta con las ciudades de Likasi y Kolwezi.

### Ferrocarriles
Es la principal intersección de la red ferroviaria nacional en el Congo, que conecta el ferrocarril de Benguela con el cable y el Ferrocarril de Ciudad del Cabo a El Cairo.